# Neoclinus toshimaensis
Espèce
Statut de conservation UICN

 LC  : Préoccupation mineure
Neoclinus toshimaensis est une espèce de poissons de la famille des Chaenopsidae.

## Répartition et habitat
Cette espèce est présente dans le nord-ouest du Pacifique, le long des côtes du Japon. Elle vit dans les récifs rocheux entre 0 et 9 m de profondeur.